# Nubiani

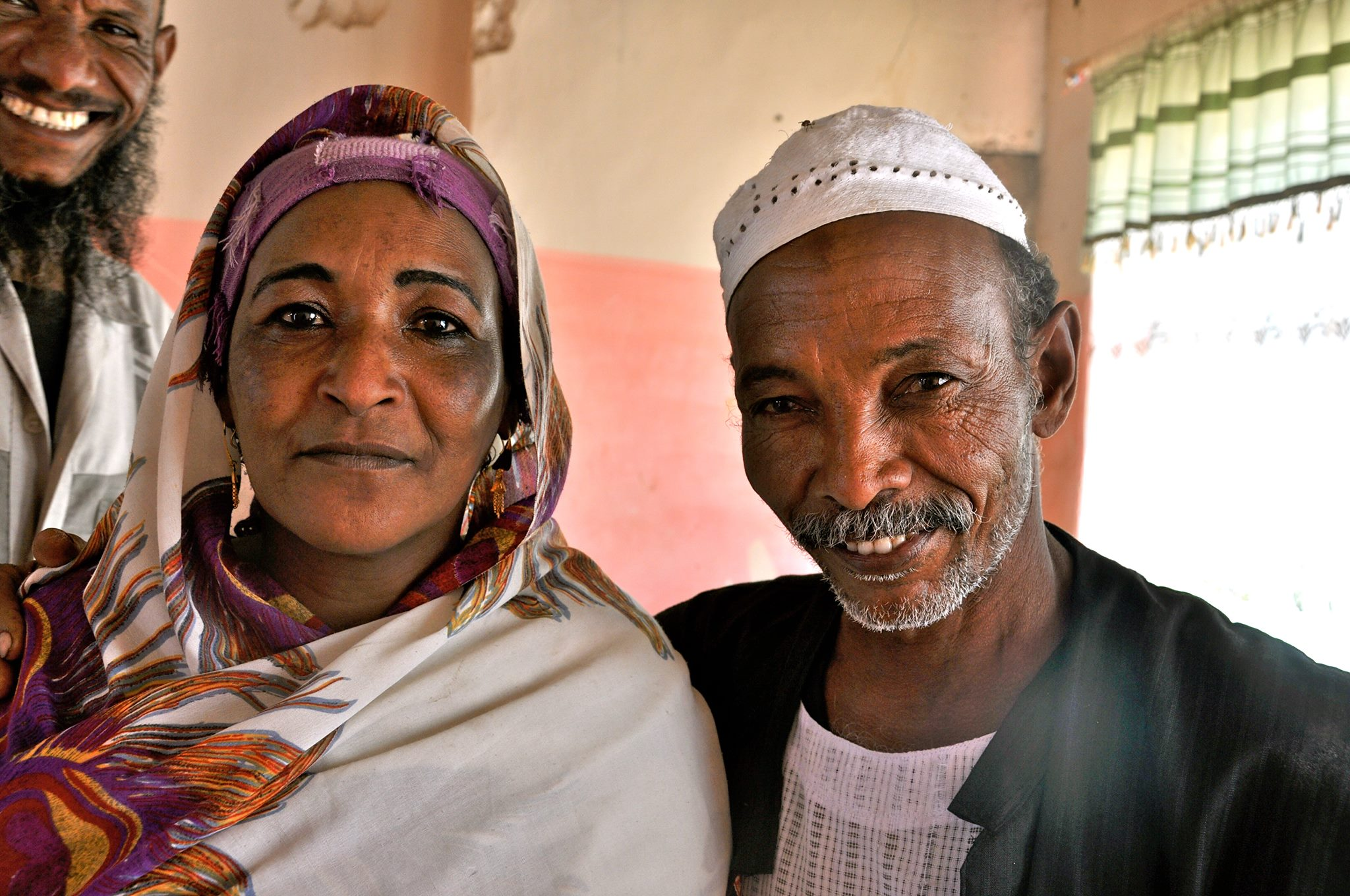
Coppia di coniugi nubiani sudanesi a El-Khurru

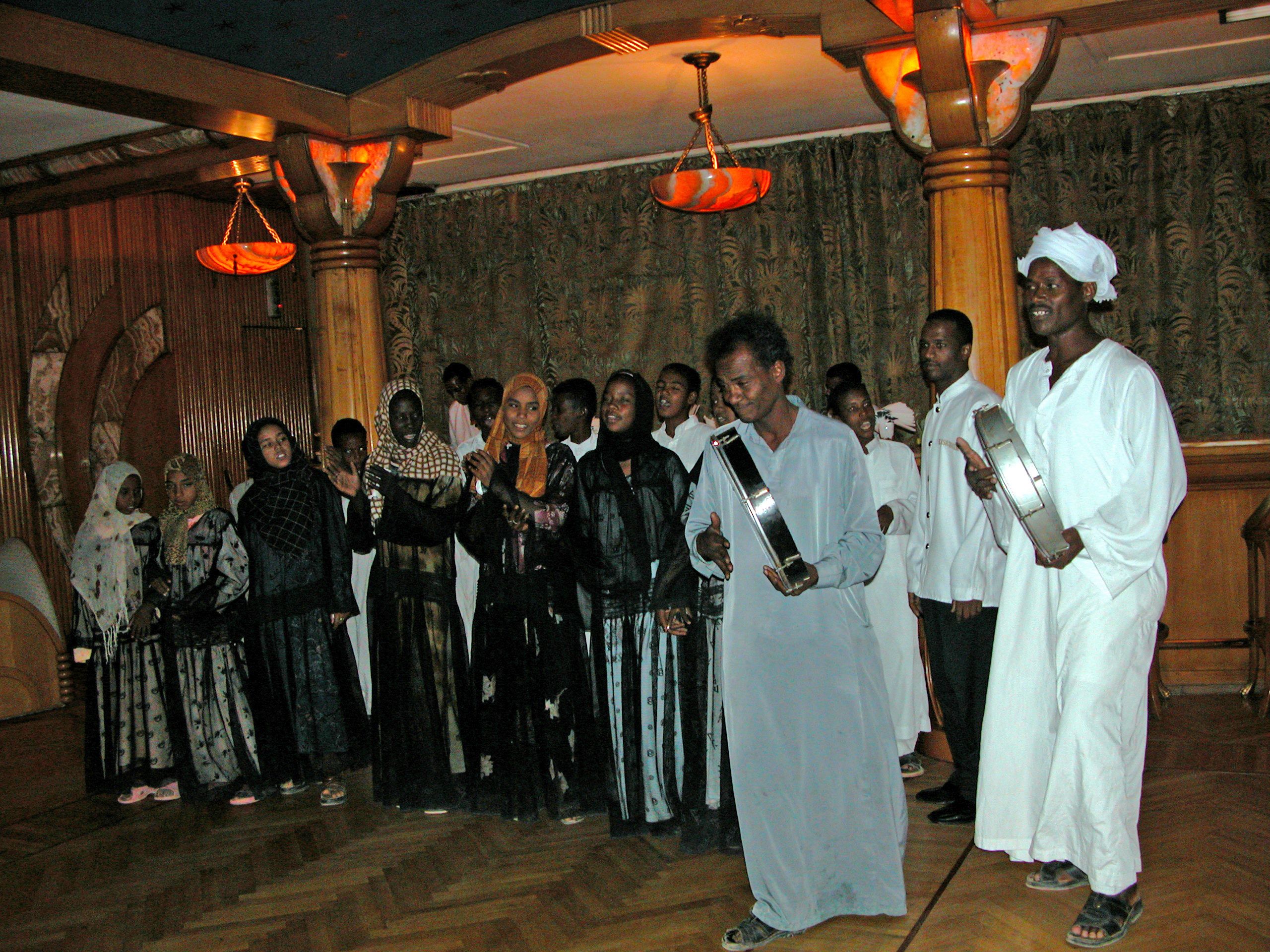
Famiglia nubiana egiziana nei pressi del Governatorato di Assuan

I Nubiani sono un gruppo etnolinguistico autoctono della regione della Nubia, divisa fra il Nord del Sudan e il sud dell'Egitto. Discendono dai primi abitanti dell'Africa sub sahariana, della valle centrale del Nilo, ritenuta una delle prime culle della civiltà. Parlano lingue nubiane, parte delle lingue sud-orientali del Sudan.

## Storia
I primi insediamenti neolitici nell'Egitto preistorico sono stati trovati nella regione centrale della Nubia, datati al 7000 a.C.. Wadi Halfa è ritenuto il più antico insediamento nella valle centrale del Nilo. Parti della Nubia, come Ta-Seti (il primo nomo o regione amministrativa dell'antico Egitto), furono continuativamente parte dell'antico Egitto durante l'era dinastica. Altre parti della Nubia, in particolare la Bassa o Alta Nubia, furono a tratti parte dell'antico Egitto faraonico e in altri momenti stato rivale, dominate da Meroë o dal Regno di Kush. Tuttavia, dalla venticinquesima dinastia, tutta la Nubia fu unita all'Egitto, estendendosi fino a quello che oggi è Khartum .
Verso la fine dell'era dinastica, l'Alta Nubia si staccò dall'Egitto. Durante quel periodo, i Nubiani fondarono una dinastia che governò l'Alto e il Basso Egitto nell'VIII secolo a.C.
Come guerrieri, gli antichi nubiani erano famosi per la loro abilità e precisione con l'arco e la frecce .
Nel periodo medievale i Nubiani si convertirono al cristianesimo e stabilirono tre regni: Nobatia al nord, Makuria al centro e Alodia al sud.
Nel mondo contemporaneo, gli africani di origine nubiana vivono principalmente nel sud dell'Egitto, in particolare nella zona di Luxor e Assuan, e nel nord del Sudan, in particolare nella regione tra la città di Wadi Halfa e Al Dabbah . Inoltre, diversi gruppi noti come Hill Nubians vivono nelle montagne di Nuba settentrionali nello stato del Kordofan Meridionale, in Sudan. I principali gruppi nubiani da nord a sud sono Kenzi, Faadicha (Halfawi), Sukkot, Mahas e Danagla .

Pittura parietale raffigurante quattro Nubiani armati di scudi, da Gebelein, tra il 2118 e il 1980 a.C. (Primo periodo intermedio dell'Egitto). Museo Egizio, Torino.
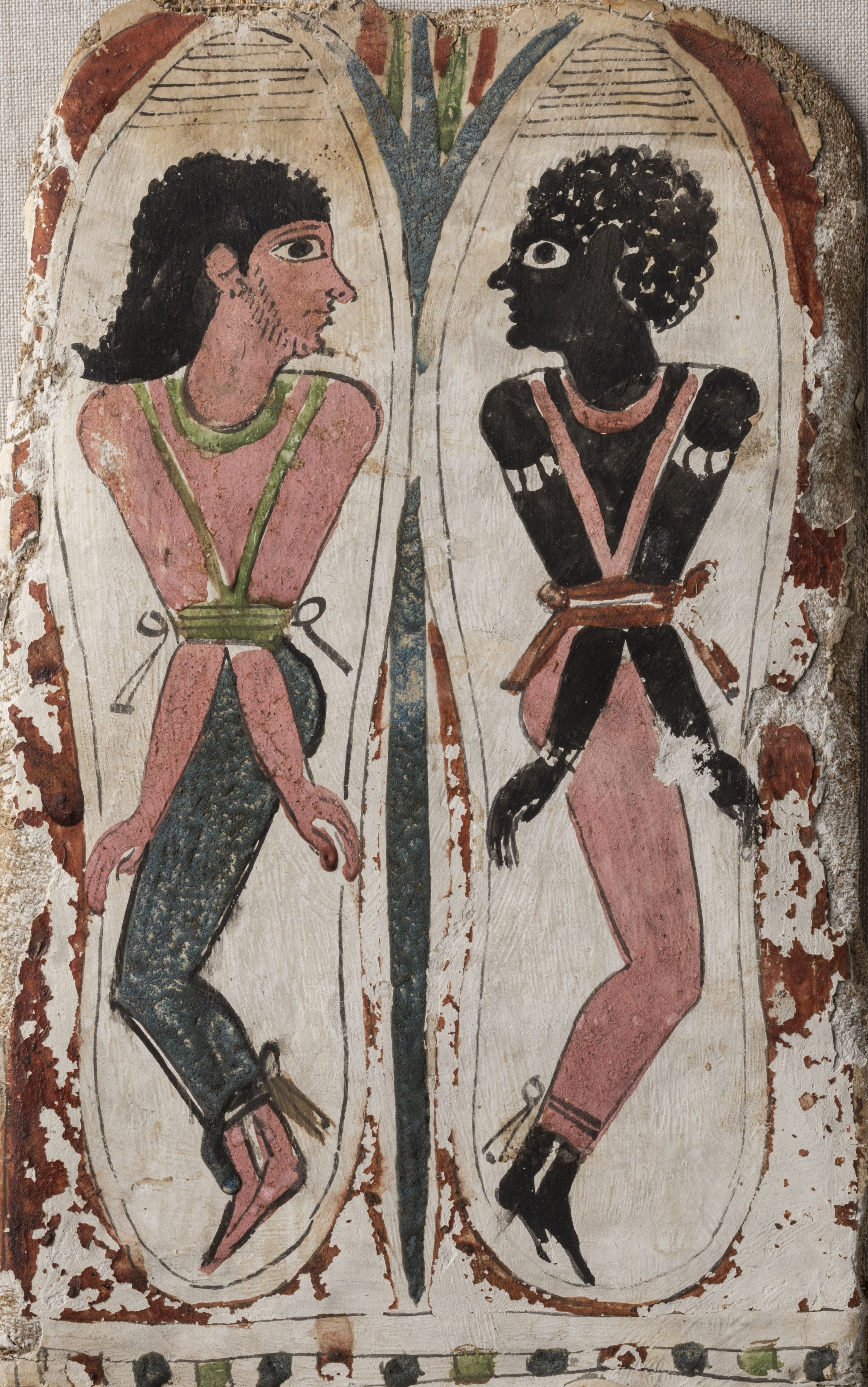
Un antico nubiano prigioniero (a destra) ritratto assieme a un siriano in una suola di mummia, tra il 332 a.C. e il 395, periodo ellenico dell'Egitto. Museo Egizio, Torino.

## Lingua

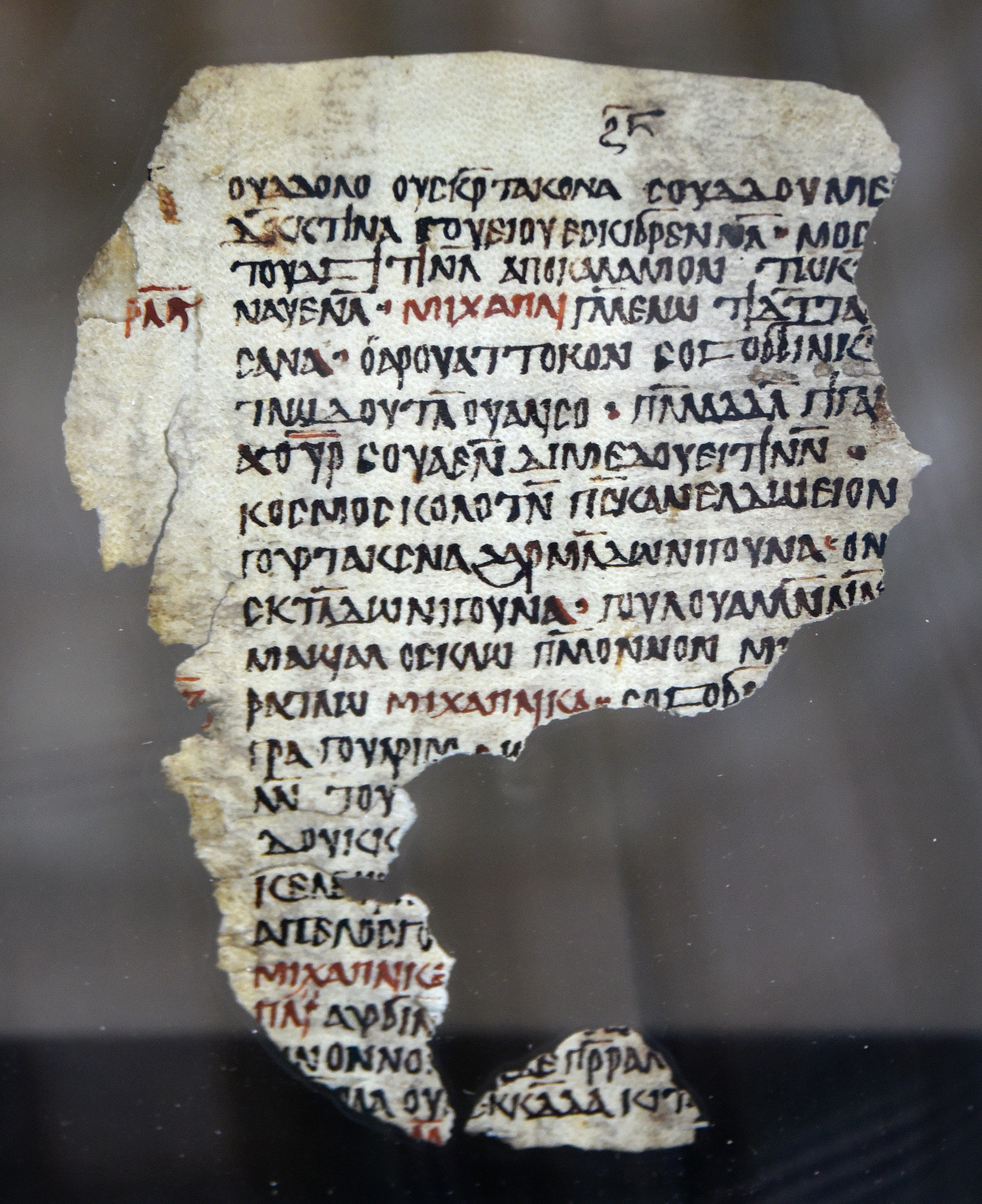
Pergamena scritta tra il IX e il X secolo nell'Antica Nubia, oggi custodita nel British Museum

I nubiani moderni parlano lingue nubiane. Appartengono al ramo sud-orientale del phylum nilo-sahariano. C'è qualche incertezza però riguardo alla classificazione delle lingue parlate in Nubia nell'antichità. Vi sono prove del fatto che le lingue cuscitiche fossero parlate in alcune parti della Nubia inferiore (settentrionale), un'antica regione situata a cavallo tra l'Egitto meridionale e il Sudan settentrionale e che le lingue sudanesi orientali fossero parlate nella Nubia centrale e settentrionale, prima della diffusione delle lingue sudaniche orientali ancora più a nord nella Bassa Nubia.

## Nubiani moderni
I discendenti degli antichi nubiani abitano ancora l'area dell'antica Nubia. Attualmente vivono in quella che viene chiamata la Vecchia Nubia, situata principalmente nel moderno Egitto. I nubiani sono stati reinsediati in gran numero (circa 50.000 persone) lontano dal sud dell'Egitto dagli anni '60, quando la diga di Assuan fu costruita sul Nilo, inondando le loro terre ancestrali. Alcuni nubiani continuano a lavorare come agricoltori (mezzadri) nelle fattorie di reinsediamento, i cui proprietari terrieri vivono altrove; la maggior parte lavora nelle città egiziane. Mentre una volta l'arabo veniva appreso solo da uomini nubiani che viaggiavano per lavoro, viene sempre più imparato anche da donne nubiane che hanno accesso a scuola, radio e televisione. Nei tempi antichi gli abitanti o almeno le cricche dominanti delle società altamente stratificate e gerarchiche della Bassa Nubia adottavano abiti egiziani. I loro sacerdoti, come le loro controparti egiziane, indossavano sacre pelli di leopardo, ma i loro sovrani erano invariabilmente raffigurati dagli egiziani con un copricapo distinto da una sola piuma verticale che nell'iconografia del Nuovo Regno d'Egitto indicava un avversario del sud. Si sviluppò una relazione di odio-amore, che è curiosamente banale anche oggi. I nubiani contemporanei sono le popolazioni indigene della valle centrale del Nilo che vivono lungo le strette chiazze di terra fertile che serpeggia nel deserto e forma una gigantesca lettera "S" nel nord del Sudan e nella punta meridionale dell'Egitto. Sono un popolo le cui origini precise sono sconosciute, ma i cui anziani oggi conversano in quattro lingue nilo-sahariane strettamente correlate conosciute collettivamente come "nubiane". La Nubia era il luogo di incontro delle civiltà mediterranea e africana, la gente della Nubia non è né alti egiziani né arabi. Sono nubiani, sono distintamente razziali dal resto degli egiziani - allora e ora la carnagione più scura dei nubiani era una caratteristica distintiva della loro identità unica e un fattore distintivo dagli alti egizi. La lingua era ancora un altro fattore di differenziazione. Tuttavia, è chiaro che nei tempi antichi - dall'era pre-dinastica ai giorni morenti dei Faraoni - la distinzione tra Nubia superiore e inferiore era tanto marcata come quella tra Nubia (superiore e inferiore) ed Egitto (superiore e inferiore). I nubiani hanno una tradizione molto distinta di celebrare la festa musulmana di Ashoura e che ha poca somiglianza con l'Islam e che ricorda le antiche leggende del passato più remoto. Esiste una relazione intrinseca e simbiotica tra Osiride e Al-Hussein, questa è parte integrante della loro cultura. Indica anche la loro specificità culturale. Nella mente nubiana, Al-Hussein è molto associato a Osiride. In effetti, il martirio di Saddam ricorda l'omicidio di Osiride. Si crogiola nelle sfaccettature della cultura nubiana e richiama l'attenzione dei suoi ascoltatori sulle minuzie e le sfumature particolaristiche del patrimonio culturale della Nubia. La croce è fino ad oggi un potente simbolo della specificità culturale nubiana ed è spesso usata come motivo per abbellire gli edifici, la Nubia è stata una terra cristiana per più di un millennio prima che i suoi abitanti adottassero l'Islam come propria religione. Il fenomeno curioso è che le donne nubiane sono molto più determinate degli uomini ad agire come depositanti del passato.Le donne nubiane sono particolarmente orgogliose del loro patrimonio culturale. Alle donne della Nubia piace mostrare i loro mestieri tradizionali e le abilità festive, ma anche il cibo succulento per cui sono rinomati, come il weika fresco (un parente di gombo). Per 50 anni, sono state le donne nubiane a mantenere viva l'eredità culturale della loro gente anche quando la loro terra è stata inondata. Le donne nubiane fino ad oggi raccontano storie ai loro figli nel dialetto nubiano. Quando realizzano cestini di plastica per scopi utilitaristici e per la vendita ai turisti, ricordano il tempo in cui erano tessuti dalle fibre naturali delle palme sacre della Nubia. Cantano canzoni nubiane, eseguono danze tradizionali, si sposano da sole e persino le case di cemento che sono state costruite per loro quando si sono trasferite a Kom Ombo sono state decorate con amore con facciate colorate che ricordano le loro case a cupola ordinate a Nubia, le loro pareti a volte dito dipinto con immagini di polli, scorpioni e altri simboli sacri o con documenti dei loro pellegrinaggi alla Mecca.I nubiani hanno un forte senso di identità regionale, hanno i loro distintivi abiti bianchi e turbanti. Le donne nubiane, come le donne dell'Alto Egitto o dei Sa'id, sono tradizionalmente drappeggiate in un nero intransigente. Il tradizionale tob nero delle donne nubiane e sa'idi è un capo esterno indossato su abiti più colorati. I pescatori di Nubia cacciavano i coccodrilli e li riempivano di paglia, appendendoli alle loro porte come talismani per proteggersi dal malocchio. La bocca del coccodrillo è stata lasciata aperta, ma il corpo è stato drappeggiato con perline colorate. Per il popolo dell'antico Egitto, l'olom, come il coccodrillo del Nilo è conosciuto nel dialetto nubiano, era molto più che un portafortuna. Al tempo dei faraoni fu adorato come il dio Sobek, in onore del quale fu eretto il tempio di Komombo nell'Alto Egitto. I villaggi nubiani erano costruiti in pietra, argilla e sabbia, i tetti erano generalmente di steli spigolosi e di grano. I pavimenti erano ricoperti di sabbia pulita e gli utensili domestici per l'uso quotidiano pendevano dal soffitto. Modelli di nubiani in case tradizionali che svolgono varie attività domestiche, sociali e agricole che rivelano il modo di vivere tradizionale possono ora essere visti nel museo Nubia di Aswan. C'è anche un dipinto del settimanale Post Boat che una volta si fermava in ciascuno dei 46 distretti della Nubia sulla rotta per Wadi Halfa da Shellel, a sud di Aswan, portando posta e rifornimenti. Le donne nubiane che lavorano fuori casa sono in numero crescente.La cultura nubiana